# Tahrir al-Wasilah
 (juillet 2025).
Le contenu est difficilement compréhensible vu les erreurs de traduction, qui sont peut-être dues à l'utilisation d'un logiciel de traduction automatique.
Tahrir al-Wasilah (en arabe : تحرير الوسيلة Exégèse des moyens de salut ou commentaires sur la libération de l'intercession ; en persan : تحریر الوسیله Tahrir al-Vasileh) est un livre de l'ayatollah Khomeiny comme commentaire sur un texte théologique traditionnel et comme guide pour les musulmans chiites. 
Le livre faisait partie de la tradition séculaire de commentaires sur la jurisprudence islamique (fiqh) couramment rédigée par les principaux clercs chiites travaillant vers le statut de Marja, à l'usage de leurs étudiants et confrères. Le «moyen» ou «l'intercession» sur lequel ce livre commentait était Wasileh un-Nejat, (le moyen du salut), par S. Abul-Hasan Isfahani. Le commentaire de Khomeiny a couvert des questions sociopolitiques telles que le djihad et « ordonner le bien et interdire le mal », qui avaient été abandonnées par ses contemporains. 
Écrit pendant l'exil de Khomeiny, le livre a été commencé en 1964 en Turquie et terminé en Irak (commencé en 1964), et se décline en deux volumes et quatre éditions. Le livre a été appelé « substantiel » et chargé d'assurer la "réputation de Khomeiny au début des années 1960", et d'élever son « statut de juriste. » Le livre est devenu plus tard l'objet de commentaires lui-même.  

## Titre
Le livre est connu sous le nom de Tahrirolvasyleh en persan. Il a été publié sous le titre Kitab al-Fiqh et le site Web de l'ayatollah Mohammad Fazel Lankarani a répertorié le livre sous le titre Tafsil-al-Shariah.

## Contenu
Suivant la forme traditionnelle, l'ouvrage est constitué de réponses / solutions ou fatwas "soit présentées sous forme de réponses à des questions concrètes relatives à la vie rituelle ou matérielle des croyants, soit sous forme d'exercices méthodiques ayant pour but de formuler des réponses possibles à des spéculations des questions."  
Le livre énumère 4 400 problèmes, dont la plupart concernent des questions religieuses personnelles telles que la pureté rituelle, la prière, le jeûne, le pèlerinage, les dons de charité. Un peu plus de 1 000 des questions concernent directement ou indirectement le droit public.  
- 18,2% des questions portent sur les réglementations relatives à la pureté rituelle et à la prière (salat).
- 16% des (questions et) solutions "traitent de questions sur les taxes islamiques (Khums, zakat et taxes relatives aux fondations waqf)". (Celles-ci, combinées à la pureté rituelle et à la prière, relèvent traditionnellement de l'adoration (ebadat)).
- 14,1% sont concernés par les Hudud (sanctions pour vol, fornication et adultère (zina), consommation d'alcool et apostasie)
- environ 1%, (51 questions), traitent de la défense (defa)
- Près de 3% (129 questions) s'occupent d'enjoindre le bien et d'interdire le mal.
- Environ 1% (44 questions) concernent les adeptes des "religions du livre" (ahl-e zemmeh ou Dhimmi)
- 2,3% (105 questions), avec de nouvelles occurrences (mostahdasat)
- 25,3% (1 116) des questions sont directement ou indirectement liées au droit public. Y compris la taxe khoms, interdisant le bien et interdisant le mal, la défense et les relations avec les chrétiens et les juifs[8].

L'auteur Baqer Moin a noté que Khomeiny avait traité de la question du gouvernement islamique, déclarant que l'imam, ou chef de la communauté musulmane, avait le droit de fixer les prix et de réglementer le commerce s'il le jugeait "dans l'intérêt de la société islamique". Il a également abordé la question de la politique étrangère et la nécessité d'empêcher "la communauté musulmane de tomber sous l'influence des étrangers".  
Au moins depuis avril 2013, un texte du livre (ou une grande partie) traduit en anglais et organisé avec un index divisé le livre en 120 ou plus de liens peuvent être trouvés en ligne. Le livre est divisé en 20 sections, chacune pouvant avoir entre un et trente liens selon sa longueur. Des extraits du livre traduit en anglais se trouvent également dans le livre A Clarification of Questions: an Unabridged Translation of Resaleh Towzih al-Masael by Ayatollah Sayyed Ruhollah Mousavi Khomeini, Translated by J. Borujerdi, with a Foreword by Michael MJ Fischer and Mehdi Abedi, Westview Press / Boulder et Londres, c1984. 

### "Nouvelles occurrences"
Selon l' auteur Asghar Schirazi, Khomeiny a tenté de mettre à jour la loi de la Charia dans son Tahrir al-Vasileh avec 105 décisions juridiques (fatwas) pour le monde moderne mostahdasat ou « nouveaux événements »: 
- 10 sur l'assurance,
- 6 sur les bureaux de change,
- 8 sur le paiement de l'indemnité,
- 12 sur les banques,
- 7 sur les loteries,
- 10 sur l'insémination artificielle,
- 7 sur l'autopsie et la transplantation d'organes,
- 10 sur le changement de sexe,
- 11 à la radio, à la télévision, etc.,
- 18 sur la prière et le jeûne en avion ou aux pôles de la terre, et
- 6 sur l'espace[10].

### Apostasie
Khomeiny traite des différents types d'apostats de l'islam (apostats innés et apostats nationaux), la sanction appropriée pour avoir quitté l'islam (mort pour les hommes, emprisonnement pour les femmes). Ce qui constitue une preuve (le témoignage de deux hommes justes et par confession). Les enfants d'apostats peuvent être considérés comme des apostats eux-mêmes, même s'ils n'ont jamais accepté l'islam car: "L'enfant d'un musulman ou celui d'un apostat, qu'il soit national ou inné, est considéré comme musulman avant l'apostasie du père, et donc, si l'enfant atteint la puberté et a choisi l'infidélité, il lui sera demandé de se repentir (et de retourner à l'islam), sinon il sera exécuté. "  

### "prix du sang"
"Blood money", (Diyya) - le montant versé en compensation à la famille d'une victime de meurtre - varie selon la religion et le sexe de la victime. 
- L'amende pour le meurtre prémédité d'un musulman devrait être de "10 000 derhams, 1 000 dinars ou 100 chameaux"[12] ;
- 8 000 derhams, 800 dinars ou 80 chameaux pour un homme non musulman (dit «tributaire», c'est-à-dire juif, chrétien ou zoroastrien qui rend hommage au gouvernement musulman et «vit sous la protection de l'islam») ;
- 5 000 derhams, 500 dinars pour avoir tué une femme musulmane ;
- 4 000 derhams pour une femme non musulmane[13].

### Restrictions sur les non-musulmans
Selon Asghar Schirazi, dans la Constitution de l'Iran, environ 1% des questions de Tahrir - 44 fatawa - concernent les «adeptes des religions du Livre» (ahl-e zemmeh). 
Tahrir al-Vasileh déclare que si les adeptes des religions juive, chrétienne et zoroastrienne "s'engagent et garantissent les conditions de l'hommage", "leurs religions seront reconnues et un montant de taxe de vote (Jizyah) sera accepté de leur part". La "taxe de vote" sur ces non-musulmans n'est pas nécessairement une taxe par individu, mais dépend des "opportunités de temps et de lieu et de la situation actuelle", et peut être une taxe sur les personnes, les terres, les revenus ", les bêtes de fardeau, arbres et biens immobiliers ", fixés à tout taux que le gouvernement musulman juge approprié.  
Tahrir al-Vasileh énumère également 15 «conditions tributaires» - des réglementations non financières sur les non-musulmans - dont certaines en dehors des limites de l'égalité des droits pour les minorités: 
- (# 6) "Ils ne doivent pas établir de synagogues ni sonner des cloches d'église."
- (# 10) "Tout bâtiment érigé par le peuple tributaire ne doit pas être plus haut que celui de ses voisins musulmans."
- (# 15) "Les infidèles, qu'ils soient tributaires ou non tributaires, n'ont pas le droit de promouvoir leurs religions et de publier leurs livres dans les pays islamiques, ou d'inviter les musulmans et les enfants musulmans dans leurs religions. . . " [14].

### Musique
Ghena (une sorte de musique) est interdite. 
 Il est interdit de jouer et d'écouter du chant (ghena) ainsi que d'en tirer de l'argent. Ghena 'signifie non seulement rendre sa voix attrayante, mais comprend également le dessin et la variation de la voix d'une manière qui induit la gaieté et qui est adapté aux rassemblements dans le but de s'amuser et de s'amuser. Et il comprend également des instruments de musique. Peu importe qu'il soit utilisé pour accompagner la parole sainte comme le Coran ou la prière ou comme un chant ou pour accompagner la prose ou la poésie. En effet, la pénitence est doublée lorsqu'elle est utilisée pour accompagner la parole sainte comme le Coran ou la prière ou comme un chant ou pour accompagner la prose ou la poésie. En effet, la pénitence est doublée lorsqu'elle est utilisée dans le cadre de l'adoration du Dieu sublime.  

## Influence
En Iran, les dispositions du livre ont acquis force de loi. Lorsque le ministère de la Justice a déclaré que la chirurgie de changement de sexe était légale en 1987, il l'a fait en se fondant entièrement sur Tahrir al-Wasilah plutôt que sur toute loi. La décision de Khomeiny sur le sujet apparaît dans une sous-section intitulée "Le changement de sexe" dans la section "L'examen des questions contemporaines (al-masa'il al-mustahdithah)".  

## Controverses
Alors que Tahrir al-Wassilah a été qualifié de "substantiel" et responsable de l'élévation du "statut de juriste" de Khomeiny, un critique affirme que le livre était en fait de mauvaise qualité. Amir Taheri affirme que "l'arabe du livre était si peu grammatical et parsemé de mots persans qu'aucun arabe ne comprendrait qu'il devait être presque entièrement réécrit par un groupe de chiites libanais avant sa publication éventuelle à Téhéran en 1984."  

Une autre critique est qu'en tant qu'ouvrage majeur de Khomeiny sur la loi islamique, le contenu du livre dément les affirmations ultérieures de l'auteur pour le potentiel d'un gouvernement basé uniquement sur la charia - la loi islamique. À savoir que: 
 L'ensemble du système de gouvernement et d'administration, ainsi que les lois nécessaires, est prêt pour vous. Si l'administration du pays exige des impôts, l'islam a pris les dispositions nécessaires; et si des lois sont nécessaires, l'Islam les a toutes établies. Il n'est pas nécessaire pour vous, après avoir établi un gouvernement, de vous asseoir et de rédiger des lois ou, comme les dirigeants qui adorent les étrangers et sont passionnés par l'Occident, de courir après les autres pour emprunter leurs lois. Tout est prêt et en attente.  
 Selon l'auteur Asghar Schirazi, même lorsque le Khomeiny tente de mettre à jour le fiqh avec une section sur les "nouveaux événements", "les solutions proposées seraient trop primitives et maigres pour répondre aux besoins d'une société du XXe siècle". Selon le fatawa de Tahrir al-Wassilah , 
 Écouter la radio ou regarder la télévision est souvent interdit ou autorisé uniquement à condition de ne pas contredire la charia. L'utilisation de bureaux de change ou de banques n'est autorisée qu'en cas de renonciation aux intérêts. Les loteries sont interdites, l'insémination artificielle n'est autorisée que si le donneur de sperme est le mari de la receveuse. Il est interdit de réaliser une autopsie sur le cadavre d'un musulman, etc. Fait intéressant, bon nombre de ces réserves et interdictions ont été supprimées en République islamique. "  
 La fatawa sur les activités modernes comme les politiques bancaires et d'assurance n'a rien à dire sur leur bon fonctionnement. Ils ne traitent que si ou quand les activités violent la loi islamique; rien sur des questions telles que les réserves obligatoires pour s'assurer que les retraits peuvent être payés s'il y a un recours à une banque, ou des réglementations pour garantir la solvabilité d'un assureur. 
Le livre a été la cible de quelques polémiques de la part de certains critiques de Khomeiny, en raison de certains passages qui semblent sanctionner les pratiques sexuelles avec des mineurs, y compris des tout-petits.

## Voir également
- Khomeini
- Jurisprudence islamique
- Le dévoilement des secrets
- Commentaire de la prière de l’aube
- Quarante Hadiths de Ruhollah Khomeini